# Neustanthus phaseoloides
Neustanthus · Kudzu tropical, Kudzu, Puéraria faux-haricot, Puero
Genre
Espèce
Neustanthus phaseoloides, le Kudzu tropical, unique représentant du genre Neustanthus, est une espèce de plantes à fleurs de la famille des Fabaceae. C'est une plante grimpante originaire d'Asie du Sud et des régions tropicales du Pacifique. Cette espèce est largement utilisée en agriculture pour ses propriétés de couverture du sol et ses avantages écologiques.

## Description
Neustanthus phaseoloides se caractérise par ses tiges grimpantes qui peuvent atteindre 2 à 4 m de longueur. Ses feuilles sont trifoliolées, avec des folioles rhomboïdales de 6 à 10 cm de long. Chaque foliole peut présenter des lobes, bien que cela varie d'un spécimen à l'autre.
Les fleurs de Pueraria phaseoloides sont regroupées en petites grappes au bout de longs pédoncules. Le calice, couvert de poils fins, mesure environ 6 mm de long. La corolle présente des teintes blanches et violettes, avec un étendard rabattu vers l'arrière d'environ 12 mm de longueur. La plante produit des gousses de 5 à 8 cm de long et d'environ 4 mm de diamètre.

## Répartition

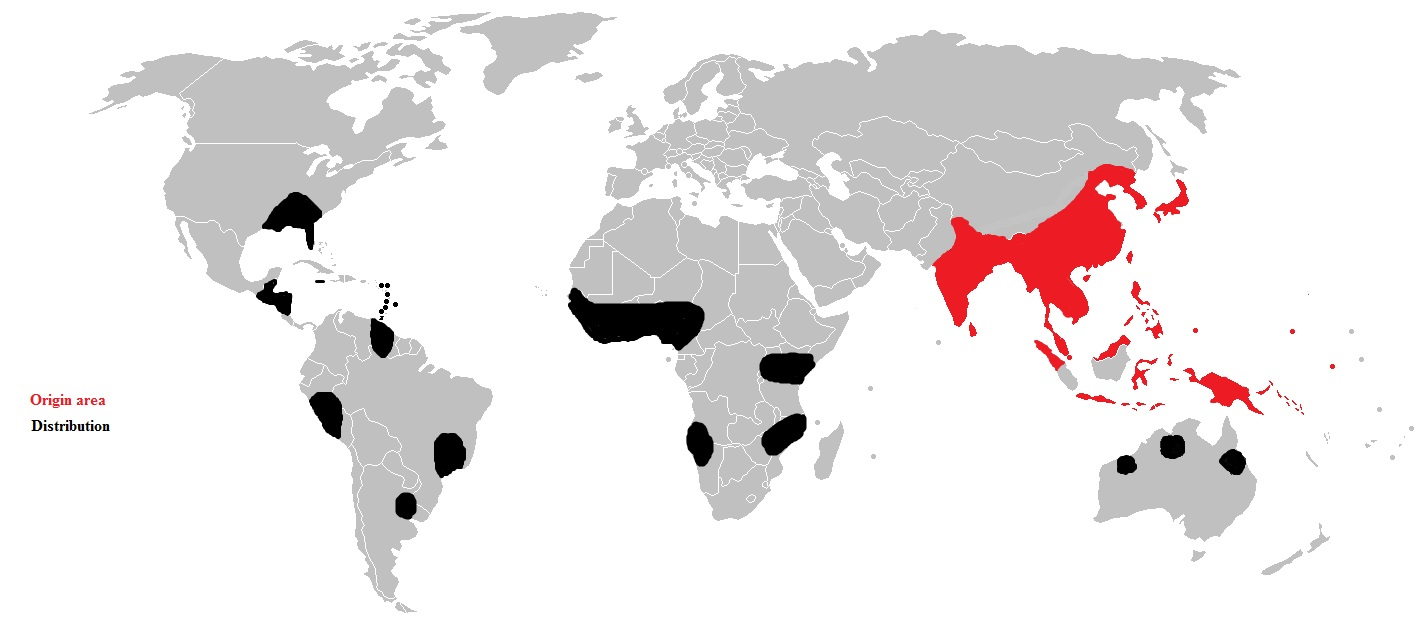
Répartition de Neustanthus phaseoloides. En rouge, aire d'origine. En noir, zones où cette plante a été introduite.

Bien que cette plante soit originaire de l'Asie du Sud et des régions tropicales du Pacifique, elle a été introduite dans de nombreuses autres régions tropicales et subtropicales en raison de ses propriétés bénéfiques en agriculture. Elle est souvent utilisée comme plante de couverture du sol pour prévenir l'érosion, améliorer la fertilité des sols et étouffer les mauvaises herbes.

## Utilisations agricoles
Neustanthus phaseoloides est souvent utilisée dans les systèmes agroforestiers et en tant que plante de couverture. Elle contribue à la fixation de l'azote, ce qui en fait un excellent choix pour améliorer la fertilité du sol dans les zones de culture. Sa capacité à étouffer les mauvaises herbes en fait également une plante utile pour la gestion des terres agricoles.

## Préoccupations écologiques
Bien que Neustanthus phaseoloides présente de nombreux avantages, son comportement de plante grimpante peut poser des problèmes écologiques. Dans certaines régions, elle peut devenir envahissante, recouvrant des plantes indigènes et modifiant les écosystèmes locaux. Des mesures de contrôle appropriées sont donc nécessaires pour éviter les impacts négatifs sur l'environnement.

## Systématique
Le nom correct complet (avec auteur) de ce taxon est Neustanthus phaseoloides (Roxb.) Benth..
L'espèce a été initialement classée dans le genre Dolichos sous le basionyme Dolichos phaseoloides Roxb..
Ce taxon porte en français les noms vernaculaires ou normalisés suivants : 
- Kudzu tropical[2] ;
- Kudzu[1],[3] ;
- Puéraria faux-haricot[1],[3] ;
- Puero[1],[3].

Neustanthus phaseoloides a pour synonymes :
- Dolichos phaseoloides Roxb.
- Dolichos spicatus Benth.
- Phaseolus barbatus Wall.
- Pueraria hirsuta (Thunb.) C.K.Schneid.
- Pueraria phaseoloides var. phaseoloides
- Pueraria phaseoloides (Roxb.) Benth.